# Chondrostoma knerii
A Chondrostoma knerii a sugarasúszójú halak (Actinopterygii) osztályának pontyalakúak (Cypriniformes) rendjébe, ezen belül a pontyfélék (Cyprinidae) családjába tartozó faj.

## Előfordulása
A Chondrostoma knerii Dalmácia középső részén található meg, a Neretva vízrendszerében. A sebesen áramló, oxigéndús vizeket kedveli.

## Megjelenése
A hal testhossza 15-18 centiméter, legfeljebb 29,4 centiméter. 50-59 darab közepesen nagy pikkelye van az oldalvonala mentén.

## Életmódja
Apró termetű rajhal. Tápláléka apró állatok és algák, amelyeket szarunemű alsó ajkával a kövekről kapar le.

## Szaporodása
Március-májusban ívik.